# レギーナ・フォン・ザクセン＝マイニンゲン
レギーナ・フォン・ザクセン＝マイニンゲン（ドイツ語: Regina Prinzessin von Sachsen-Meiningen, 1925年1月6日 - 2010年2月3日）は、ドイツ・テューリンゲン地方の旧諸侯ザクセン＝マイニンゲン公爵家の公女で、オーストリア元皇太子オットー・フォン・ハプスブルクの妻。結婚後はレギーナ・フォン・ハプスブルク（Regina von Habsburg）と名乗った。

## 生涯

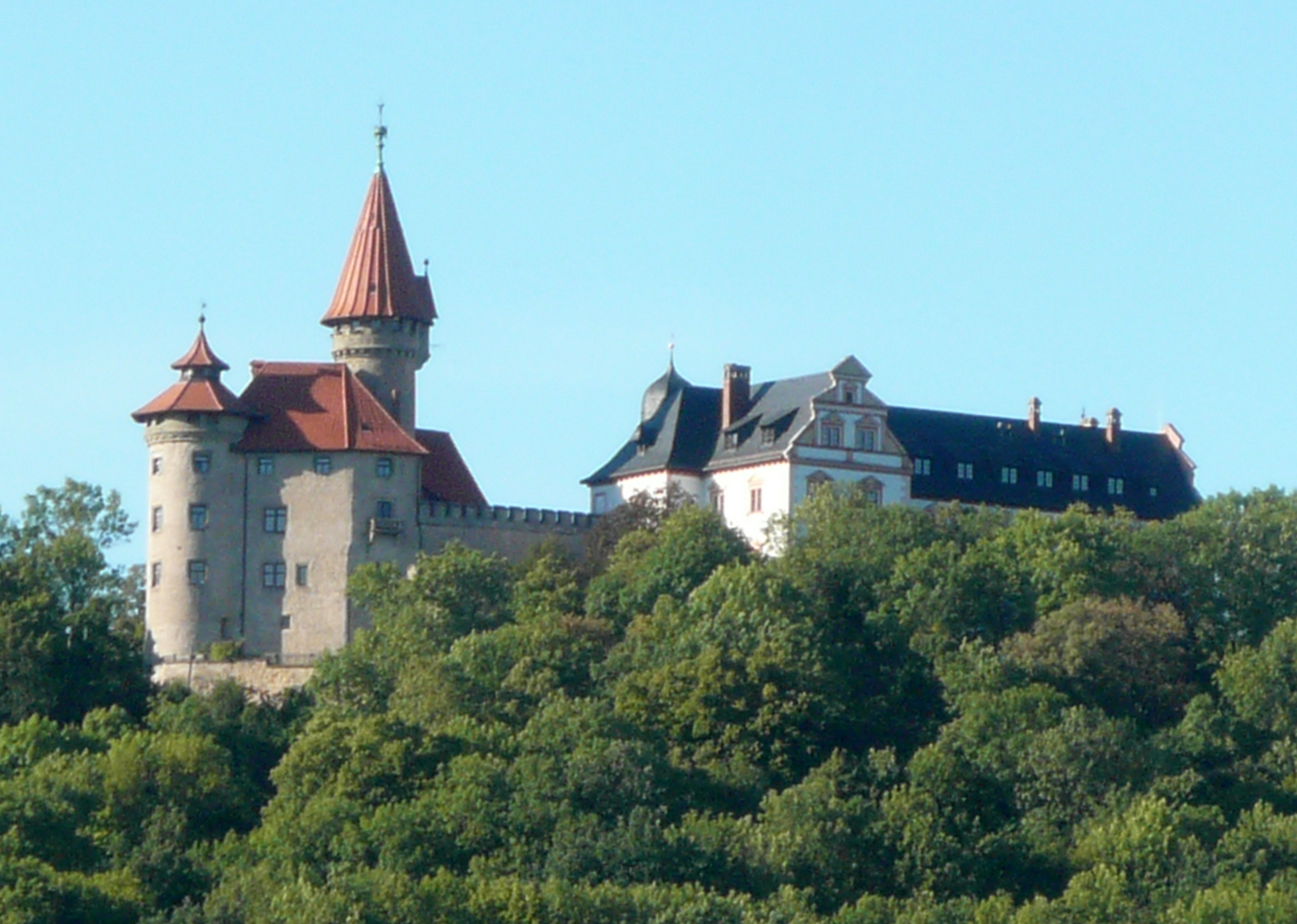
レギーナが育ったヘルトブルク城

ザクセン＝マイニンゲン公爵家家長ゲオルクとその妻のクララ＝マリー・フォン・コルフ女伯爵（Klara-Marie Gräfin von Korff genannt Schmising-Kerssenbrock, 1895年 - 1992年）の間の第4子、次女として生まれた。マイニンゲン公爵家は福音派教会の信徒だったが、レギーナは母親と同じくカトリック信徒として育てられた。テューリンゲン南部のヘルトブルクで育ったが、第二次世界大戦後、赤軍の侵攻を逃れて母と2人で西ドイツに亡命した。従軍していた父は1946年に抑留されていたソ連の捕虜収容所で死亡した。1949年、ドイツ・カリタス連盟が経営するミュンヘンのハンガリー人難民のための慈善施設で働いていた時に、オーストリア元皇太子オットーと知り合った。
1951年5月10日にオットーと結婚した。結婚に際しては教皇ピウス12世の祝福の言葉が届けられた 。夫妻はマリアツェルのマリアツェル教会での婚礼を希望したが、オーストリア政府が入国を許可しなかったため叶わず、ナンシーのサン・フランソワ・ド・コルディア教会が選ばれた。この教会の祭壇にはマリアツェル教会の聖母像の複製が置かれており、これが式場に選ばれた理由だった。結婚後、夫妻はシュタルンベルク湖畔のヴィラ・アウストリア（Villa Austria）を住まいとした。
2006年に母クララ＝マリーと長兄アントン・ウルリヒの遺骸を故郷のヘルトブルクの教会墓地に移送・再埋葬させた。2007年、ゴータのフリーデンシュタイン城の管理団体より、47枚の絵画を返還された。これらの絵画は父ゲオルクの美術収集品の一部であり、赤軍のドイツ東部占領時にソ連政府によって没収されたマイニンゲン公爵家の資産のごく一部であった。47枚のうち4枚は特別貸与という形でフリーデンシュタイン城に留められた。

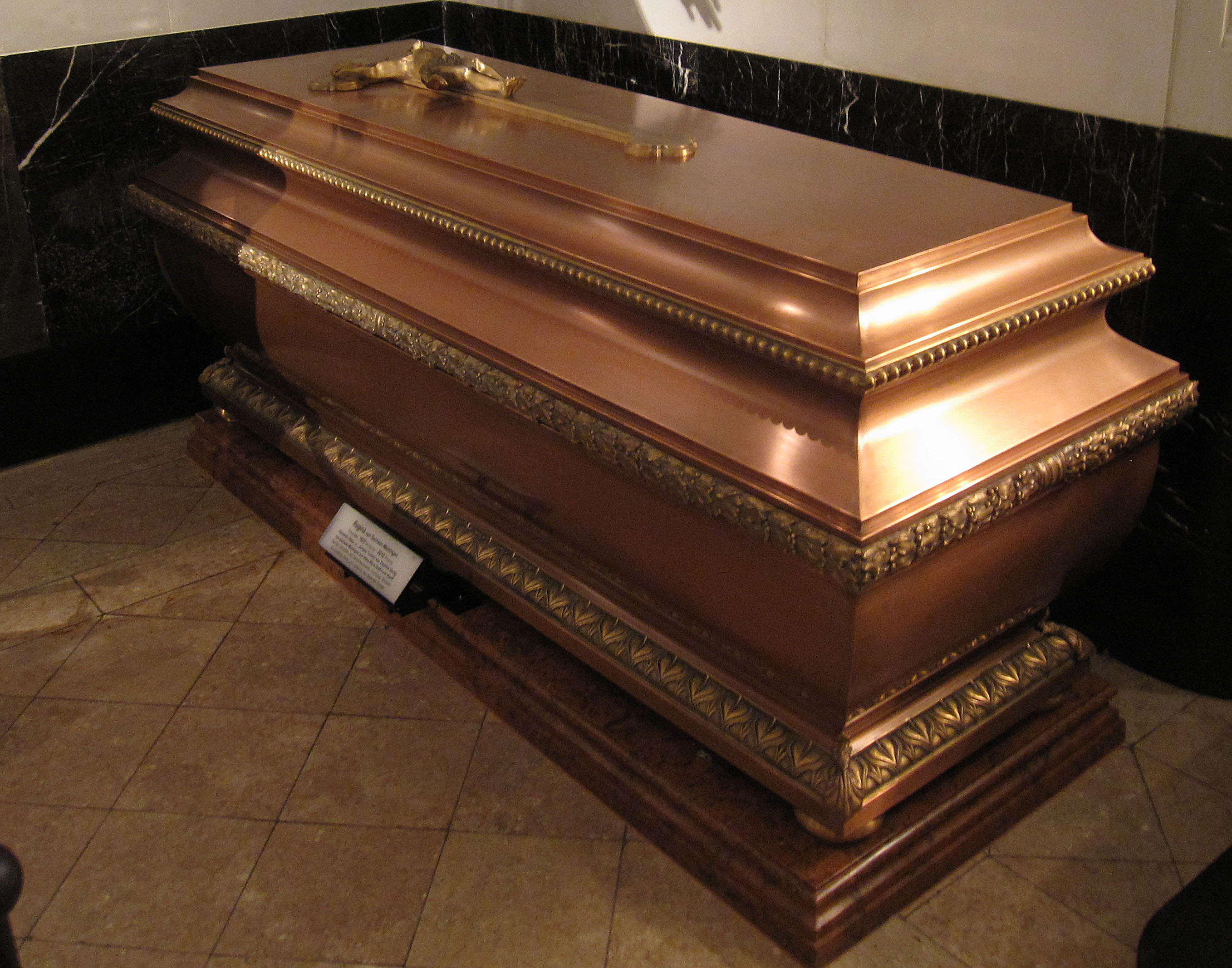
カプツィーナー納骨堂のレギーナの棺

2010年に死去、当初は実家の家族の眠るヘルトブルクに埋葬されたが、翌2011年7月に死去した夫とともにウィーンのカプツィーナー納骨堂に改葬された。
心臓だけは抜き取られてヘルトブルクに残された。

## 子女
夫との間に2男5女の7人の子女をもうけた。うち次女と三女は双子である。
- アンドレア・マリア（1953年 - ） - 1977年、ナイペルク伯爵家家長カール・オイゲンと結婚
- モニカ・マリア・ロベルタ・アントーニア・ラファエラ（1954年 - ） - 1980年、第5代サンタンヘロ公爵ルイス・マリア・ゴンサガ・デ・カサノバ＝カルデナス・イ・バロン（スペイン語版）[注釈 2]と結婚
- ミヒャエラ・マリア・マデレーネ・キリアナ（1954年 - ） - 1984年にエリック・アルバ・テラン・ダンティンと結婚（1994年離婚）、1994年にフーベルトゥス・フォン・カゲネック伯爵[注釈 3]と再婚（1998年離婚）
- ガブリエーラ・マリア・シャルロッテ・フェリーツィタス・エリーザベト・アントーニア（英語版）（1956年 - ） - 1978年、クリスティアン・マイスターと結婚（1997年離婚）
- ヴァルブルガ・マリア・フランツィスカ・ヘレーネ・エリーザベト（英語版）（1958年 - ） - 1992年、アルヒバルド・ドゥグラス伯爵と結婚
- カール・トマス・ロベルト・マリア・フランツィスクス・ゲオルク・バーナム（1961年 - ） - オーストリア皇帝家家長
- パウル・ゲオルク・マリア・ヨーゼフ・ドミニクス（1964年 - ） - 1997年、オルデンブルク公女アイリーカと結婚